# Plaque de cheminée
La plaque de cheminée est une plaque de fonte apposée contre le mur du fond de l'âtre d'une cheminée pour protéger le mur de la chaleur excessive et renvoyer les ondes de chaleur vers l'intérieur de la pièce.
Elle présente généralement un ou des motifs en relief (croix, étoiles, fleurs de lys), et assez souvent les armoiries du propriétaire du lieu et la date de sa réalisation.

## Historique

### Époques médiévale et moderne
En France, la plus ancienne plaque pentagonale en fonte de fer, aux armes du roi René d'Anjou (1431–1453), est conservée au musée Lorrain. Cette plaque porte différents noms selon les régions : elle est en particulier appelée taque dans le nord-est et l'est du domaine d'oïl (en Belgique par exemple, ou en Lorraine). On trouve aussi le mot ancien contrecœur (ou plaque de contrecœur), contre-feu, plaque à feu, ou encore bretaigne. 
Au début du XVe siècle, les cheminées intérieures sont garnies de céramiques décoratives et de plaques en fonte (plus rarement en cuivre, en pierre et en bronze). Leurs décors sont variés (allégories, scènes bibliques ou mythologiques, emblèmes), les familles nobles privilégiant les armoiries. Les plaques en fonte se généralisent au milieu du XVIe siècle.
D'après Réaumur, ces plaques étaient réalisées en fonte brute, celle de première fusion, de la même matière dont on faisait les gueuses destinées à l'affinage.

### Révolution française
Dans le décret du 9 octobre 1793 (18 vendémiaire de l'an II), la Convention nationale a ordonné aux propriétaires « des parcs, jardins et édifices qui porteront encore soit dans leur clôture, soit dans leur bâtisse, des signes de royauté, tels que fleurs-de-lys et autres » de les faire enlever « dans les huit jours après la publication du présent décret ». Elle décrète trois jours plus tard (le 21 vendémiaire) que « dans un délai d’un mois les propriétaires de maisons seront tenus de faire retourner toutes les plaques de cheminées ou contre-feux qui porteront des signes de féodalité ou l’ancien écu de France […] le tout provisoirement, et jusqu’à ce qu’il ait été établi des fonderies suffisantes dans toute l’étendue de la République ».
La Révolution française est ainsi à l'origine du bris ou de la disparition de beaucoup de ces plaques. Un petit nombre de plaques de cheminées portant des insignes révolutionnaires ont été fabriquées.
- Plaques de cheminée d’époque de la Révolution 
 exposées au château de Barrière
- Plaque de cheminée avec bonnet phrygien et pique enrubannée.
- Les drapeaux de la victoire sur plaque de cheminée.

### XIXesiècle
Il faut ensuite attendre la deuxième moitié du XIXe siècle pour retrouver des œuvres de grande qualité.

## Datation
Il est parfois difficile de dater les plaques par leur style car les moules peuvent servir à fabriquer ces contrecœurs pendant de nombreuses années (il existe encore au XXIe siècle des moules ayant plus de deux cents ans). Les plaques sont donc plutôt datées par une date ou une dédicace.

## Galerie de photographies
- Plaques de cheminées conservées au musée des Beaux-Arts et d'Archéologie de Châlons-en-Champagne
- Aux armes du duc de Richelieu.
- Amour et Psyché, époque Louis XV.
- Le Renard et les Raisins.
- Marie Leszczyńska, pour la venue de la future reine de France, vers 1725.